# 沈源
沈源（1425年—？），字澄之，福建漳州府龍溪縣人，明朝政治人物。進士出身。

## 生平
福建鄉試第四十二名。天順八年（1464年）甲申科會試第名，殿試登進士第三甲第一百一十一名。

## 家族
曾祖沈文富。祖父沈孟勛。父亲沈碩鞏。